# Kałużnica
Kałużnica (Hydrophilus) – rodzaj chrząszczy z rodziny kałużnicowatych, podrodziny Hydrophilinae i plemienia Hydrophilini. Kosmopolityczny. Obejmuje 66 opisanych gatunków.

## Morfologia

### Owad dorosły

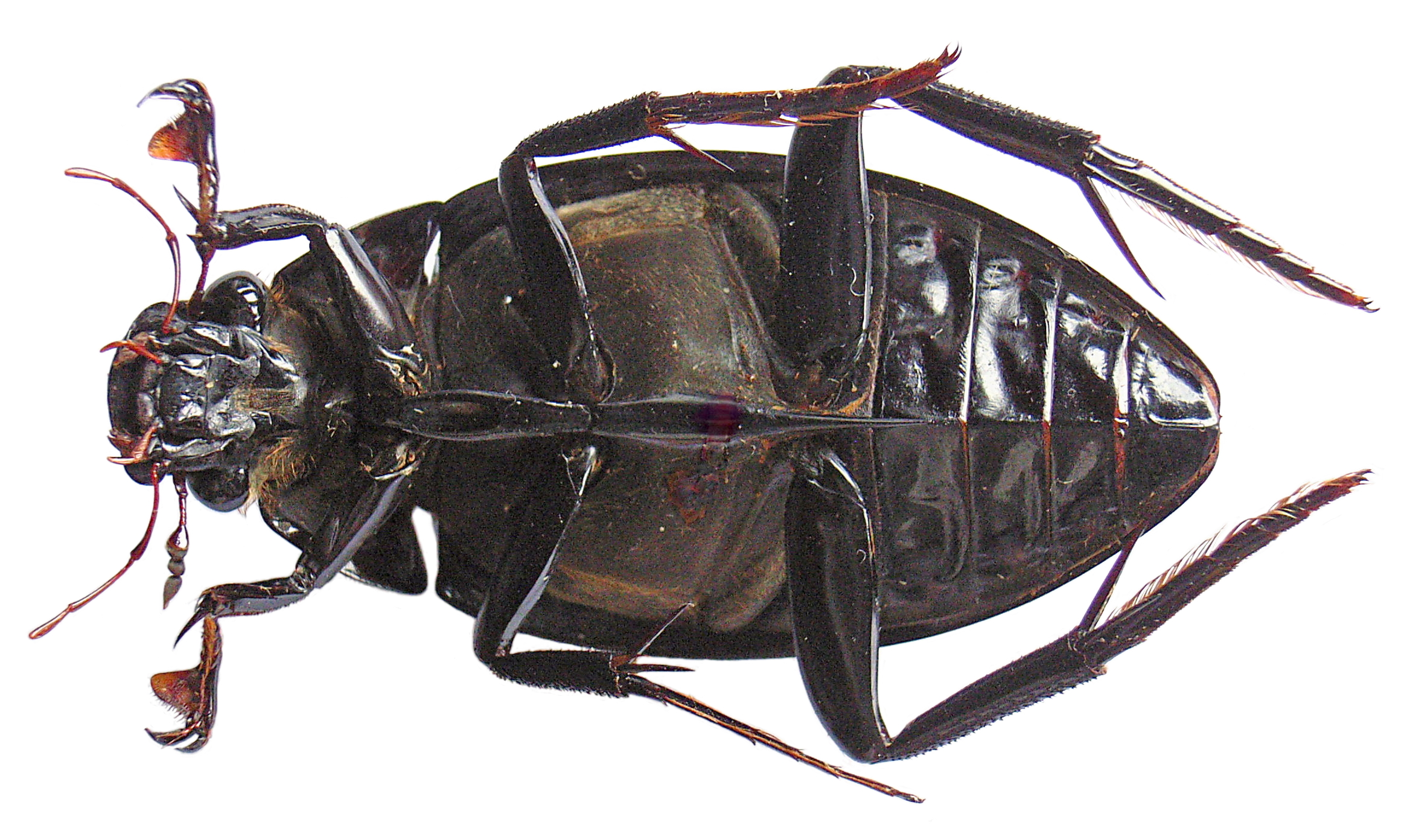
Samiec kałużnicy czarnozielonej, widok od spodu

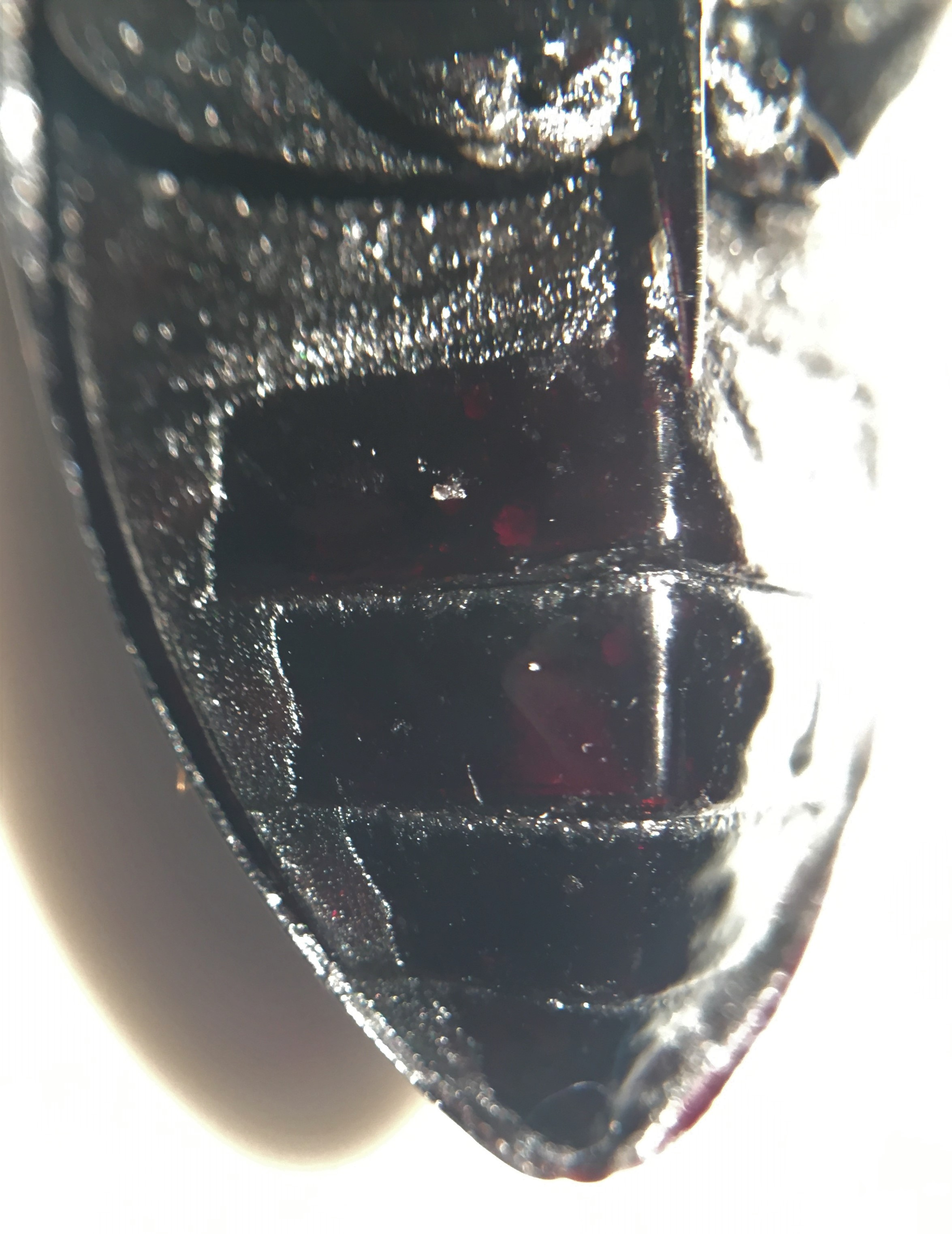
Spód odwłoka H. insularis – przykład gatunku o zredukowanym plastronie

Chrząszcze o ciele owalnym w zarysie, długości od 18 do 46, a nawet 50 mm; do rodzaju należą najwięksi przedstawiciele rodziny. Wierzch ciała jest jednolicie ciemno ubarwiony w odcieniu czarnym lub zielonkawym.
Głowa ma nadustek szeroko na przedniej krawędzi wykrojony, w związku z czym odsłonięta jest zarówno warga górna, jak i błona łącząca ją z nadustkiem. Na wardze górnej tylko wyjątkowo obecna jest para dołków pośrodkowych. Czułki zbudowane są z dziewięciu członów, z których trzy ostatnie formują gęsto owłosioną buławkę. Pierwszy człon buławki podzielony jest wyraźnie na dwa porośnięte długimi szczecinkami płaty. Głaszczki szczękowe są długie, o członie drugim lekko zakrzywionym, a członie ostatnim krótszym od przedostatniego. U niektórych gatunków w budowie głaszczków szczękowych zaznaczony jest dymorfizm płciowy. Warga dolna ma płaską bródkę. Policzki w pobliżu guli są częściowo nagie.
Przedplecze jest wyraźnie szersze niż dłuższe. Tarczka jest dobrze widoczna, z tyłu zaostrzona. Pokrywy pozbawione są rzędów punktów i rządków przyszwowych, natomiast występują na nich bezładne szeregi drobnych punktów z trichobotriami. Przedpiersie jest silnie dachowate, wyniesione pośrodku. Żeberko przedpiersia jest w tyle zaopatrzone w głębokie wykrojenie (kapturowate), w które wchodzi przód kila, a rzadziej jest podzielone na dwa płaty. Pośrodkowe części śródpiersia i zapiersia są wyniesione i zlane, tworząc wspólny kil, który przedłużony jest ku tyłowi w ostry kolec o przeciętnej do bardzo dużej długości. Kil ten zwykle zaopatrzony jest w pośrodkową bruzdę, a na przedzie zawsze pozbawiony jest małego wcięcia w widoku bocznym. Furcasternum jest owłosione. Odnóża przedniej pary u samców mają mniej lub bardziej rozszerzone stopy, a niekiedy także powiększone i zmodyfikowane pod względem kształtu pazurki. Tylną i środkową parę odnóży charakteryzują nagie uda oraz ostrogi goleni mające szereg spikuli.
Na spodzie odwłoka widocznych jest pięć wolnych sternitów (od trzeciego do siódmego), z których ostatni ma równomiernie zaokrągloną, całobrzegą krawędź tylną. Plastron może być wykształcony na nich na trzy różne sposoby – całe sternity owłosione, owłosienia brak tylko w pośrodkowym paśmie na trzech ostatnich sternitach albo wszystkie widoczne sternity oprócz pierwszego mają szerokie, nagie place pośrodku. Genitalia samców zawierają niezmodyfikowany edeagus, zbudowany z trzech płatów, z których środkowy nie ma haczyków, a paramery nie są zwężone.

### Larwa

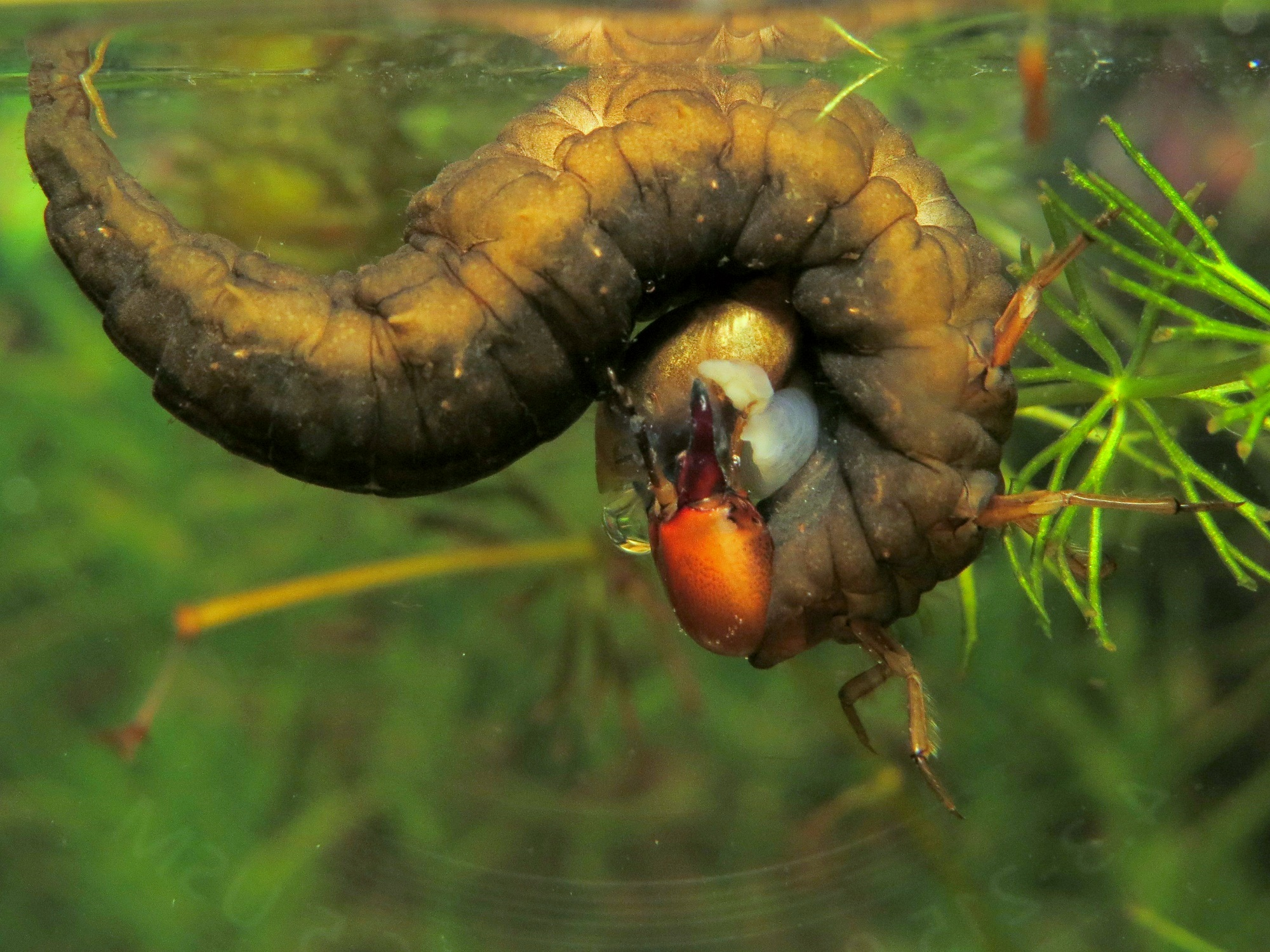
Larwa żerująca na ślimaku

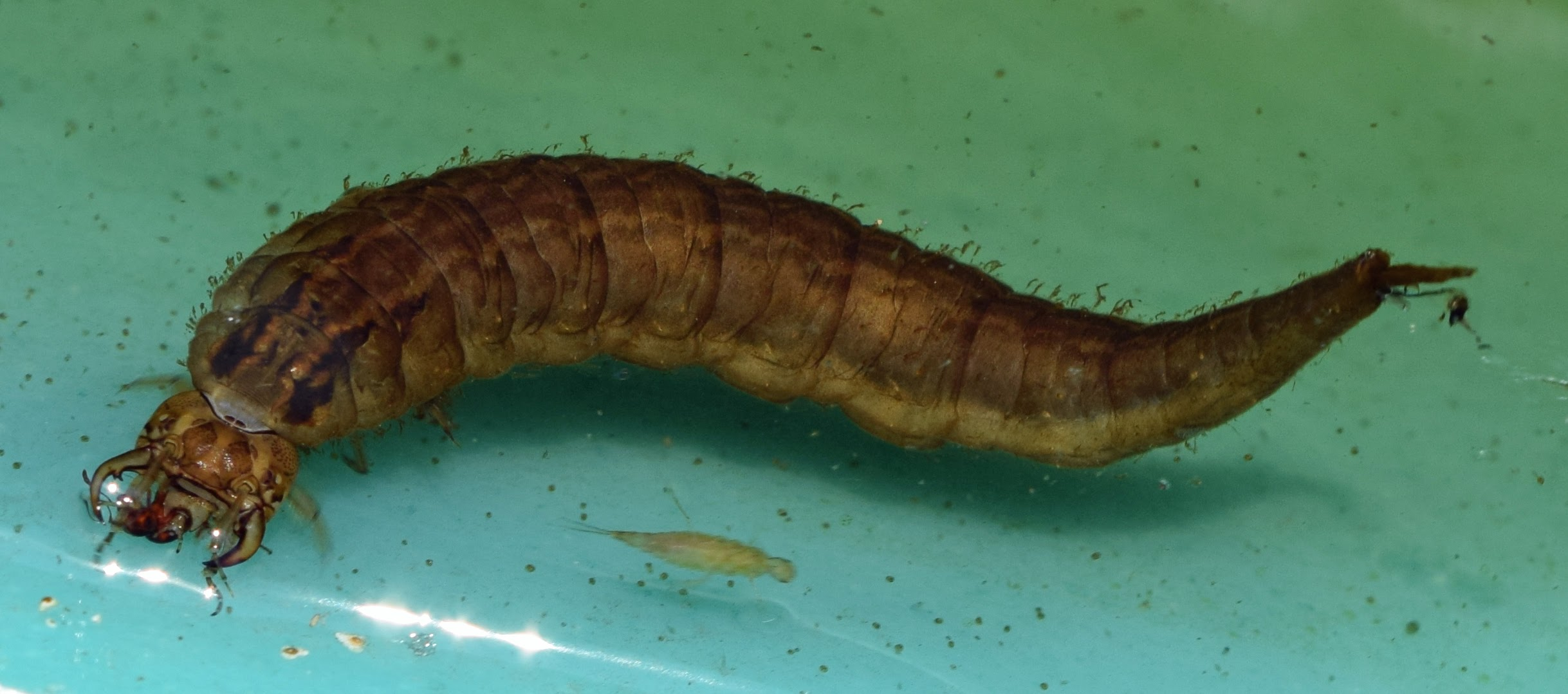
Larwa Hydrophilus triangularis

Larwa ma głowę o U-kształtnie ułożonych szwach czołowych i krótkim szwie koronalnym. Czułki w drugim i trzecim stadium są czteroczłonowe. Trzonki ich mają na powierzchni wewnętrznej liczne szczecinki we wszystkich stadiach. Warga górna zlana jest z nadustkiem w klipeolabrum o małych, symetrycznych adnasaliach i całkiem zanikłym nasale. Przysadziste żuwaczki są niesymetrycznie zbudowane – prawa ma dwa zęby, a lewa tylko jeden. Szczęki są długie, smukłe i czułkopodobne. Wargę dolną cechuje tak długi jak szeroki przedbródek, dwukrotnie szerszy od niego podbródek oraz dobrze wykształcony języczek. Odnóża mają gęsto rozmieszczone włoski pływne na krętarzach i udach. Wierzchołek odwłoka odznacza się obecnością jednej pary długich, błoniastych prostylików.

## Biologia i ekologia

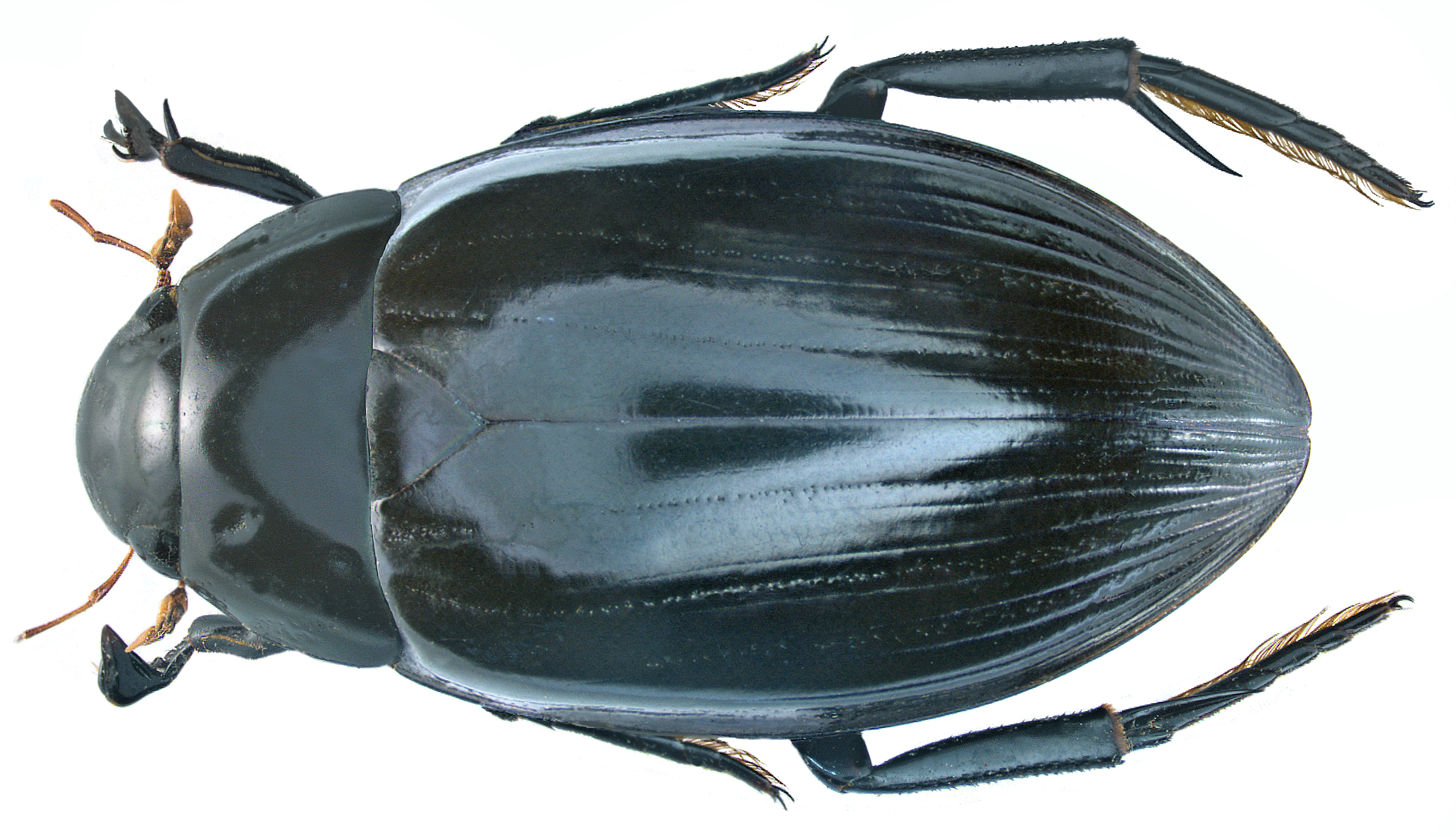
Hydrophilus pistaceus

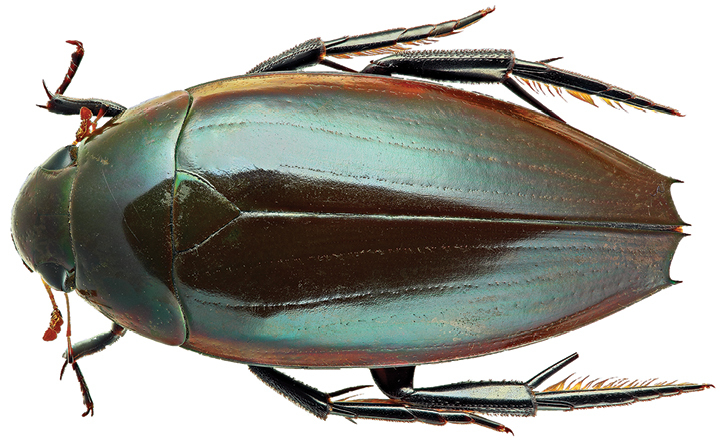
Hydrophilus aculeatus

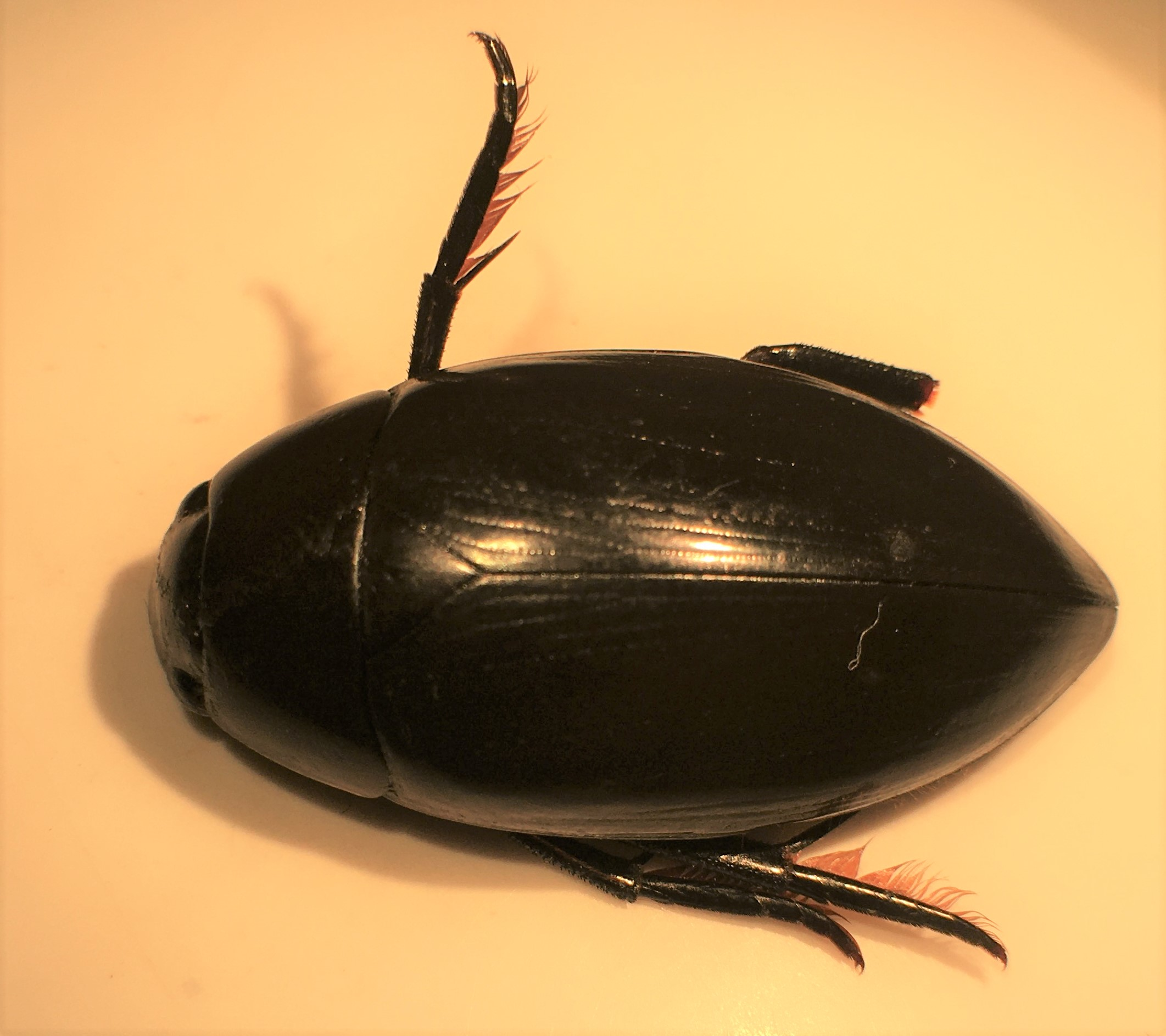
Hydrophilus insularis

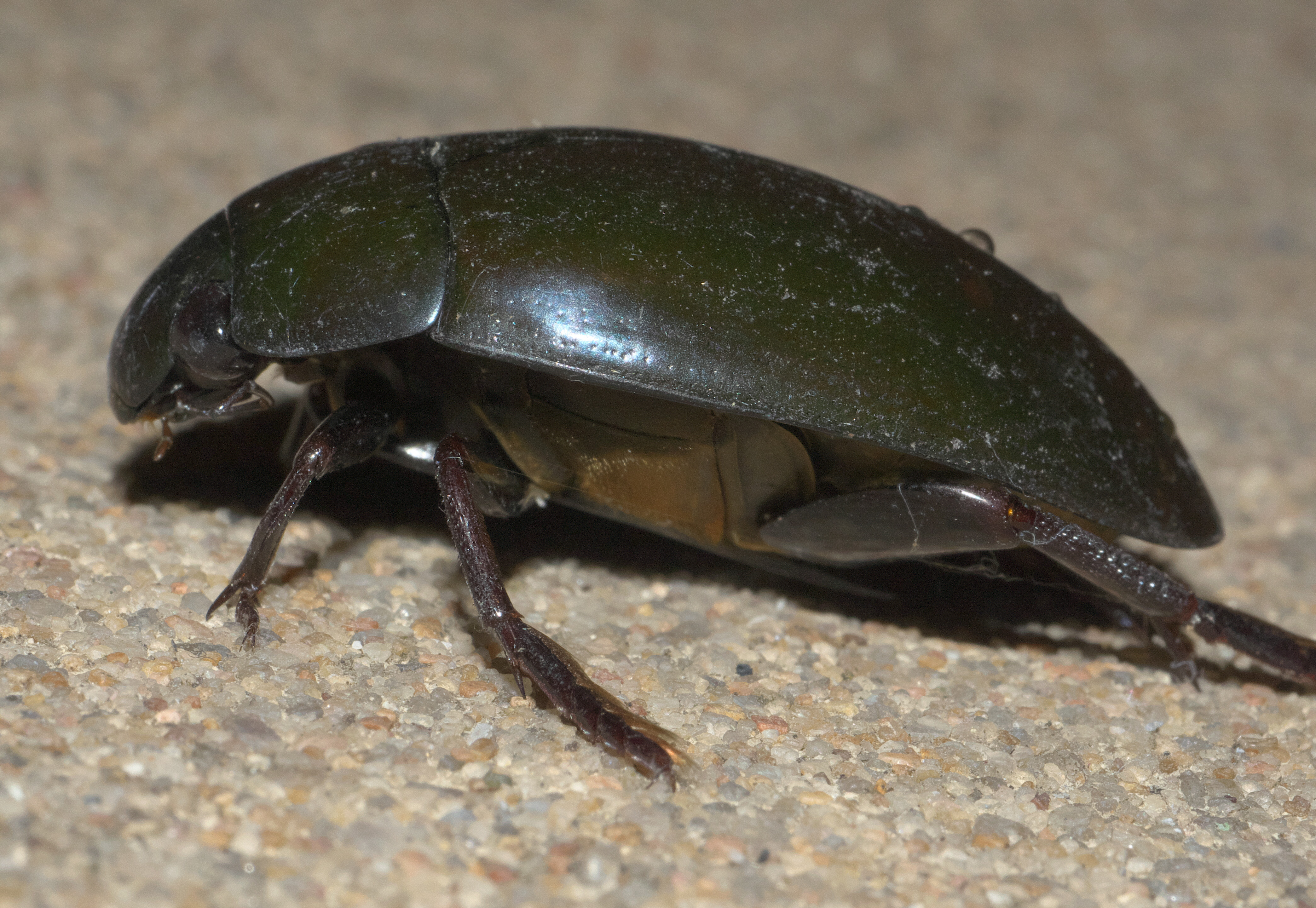
Hydrophilus ovatus

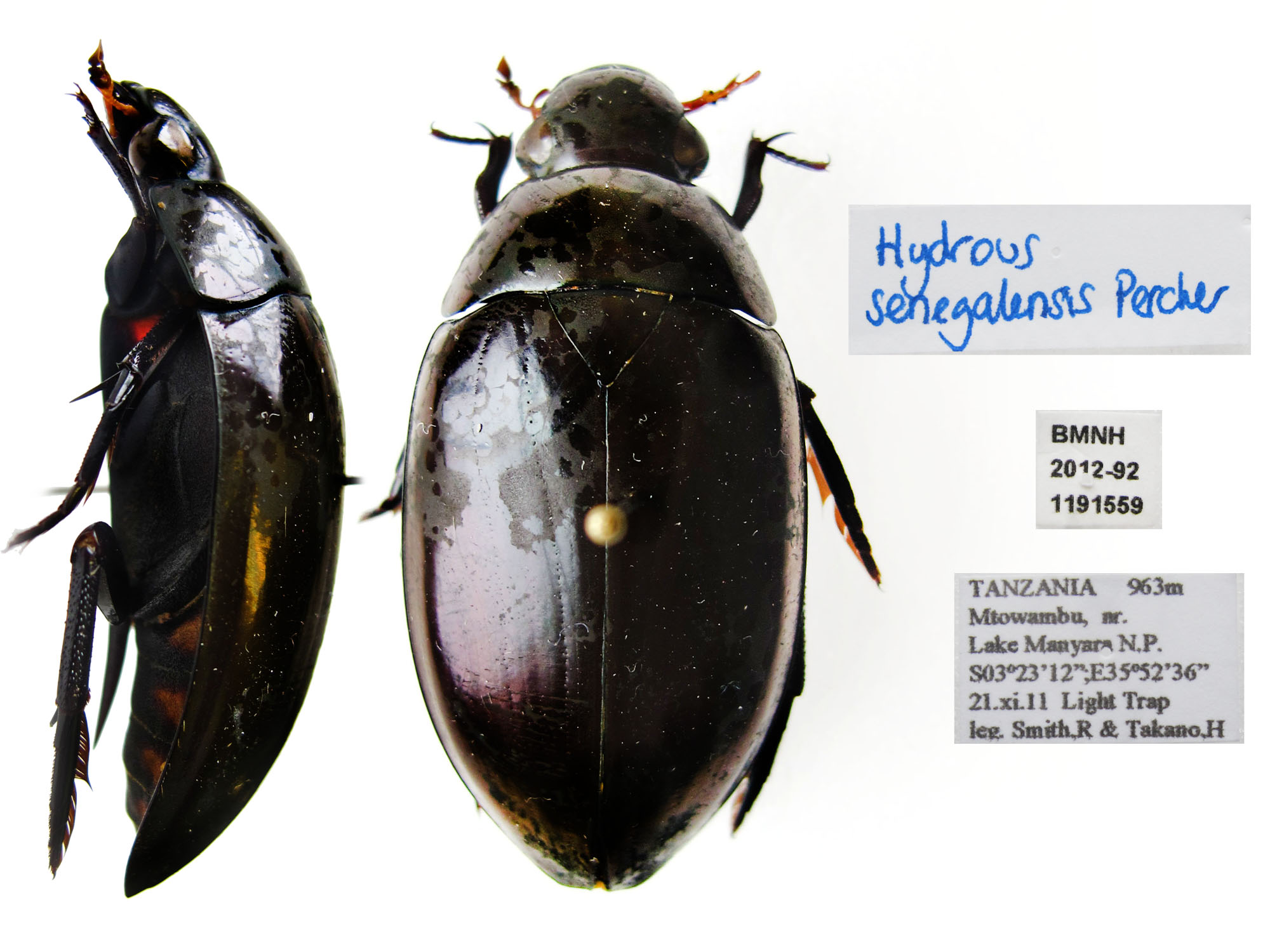
Hydrophilus senegalensis

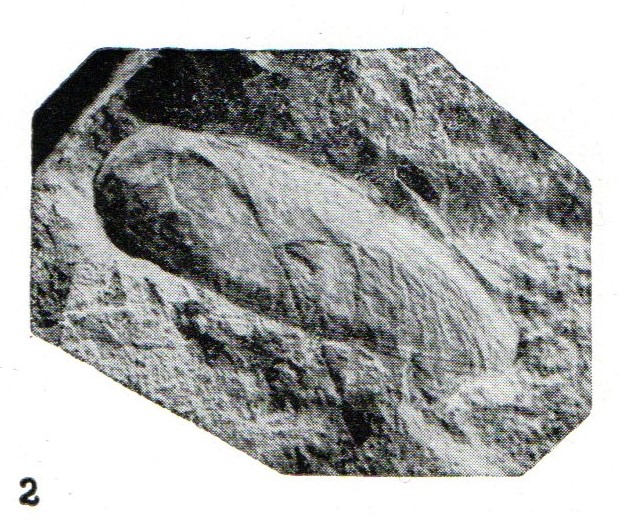
Hydrophilus magnificus

Wszystkie gatunki należą do chrząszczy wodnych. W wodzie żyją zarówno larwy, jak i owady dorosłe, natomiast na lądzie następuje przepoczwarczenie. Zamieszkują słodkie wody stojące, zwłaszcza o bogatej szacie roślinnej.
Postacie dorosłe w żerują na glonach, zanurzonych roślinach wyższych i rozkładającej się materii organicznej. Do skutecznego rozrodu wymagają uzupełnienia diety białkiem zwierzęcym, stąd sporadycznie żerują na padlinie, a nawet żywych zwierzętach. Wytwarzane przez samicę kapsuły jajowe unoszą się na tafli wody z masztem skierowanym ku górze. W rozwoju larwalnym występują trzy stadia. Larwy są drapieżnikami, zwykle polującymi z zasadzki. Ich ofiarami padają owady, skorupiaki, pierścienice, ślimaki, kijanki i małe ryby. Celem unikania rozcieńczania soków trawiennych przez środowisko wodne wynoszą ofiarę ponad taflę i konsumują, podtrzymując ją przydatkami. Wyjątkiem są malakofagiczne larwy niektórych gatunków, wyspecjalizowane w żerowaniu na zatoczkowatych i błotniarkowatych, które zjadają ofiarę pod wodą wykorzystując jej muszlę do ochrony płynów trawiennych przed rozcieńczeniem. Larwy niektórych kałużnic radzą sobie ze ślimakami dociskając muszlę uniesioną głową do grzbietowej strony odwłoka i rozgniatając ją żuwaczkami.

## Rozprzestrzenienie
Rodzaj kosmopolityczny, znany ze wszystkich krain zoogeograficznych. Kosmopolityczny jest także podrodzaj nominatywny. Hydrophilus (Temnopterus) ograniczony jest zasięgiem do Afryki i zachodniej części Azji, a Hydrophilus (Dibolocelus) do Nowego Świata. W krainie palearktycznej stwierdzono 15 gatunków, z których w Polsce występują kałużnica czarna i kałużnica czarnozielona. Fauna Australii liczy osiem gatunków, w tym siedem endemicznych.

## Taksonomia i ewolucja
Nazwa Hydrophilus wprowadzona została w 1762 roku przez Étienne’a Louisa Geoffroya, ale już dwa lata później uznana została za synonim. W 1774 przywrócił ów rodzaj Charles De Geer, umieszczając w nim kilka gatunków opisanych przez Karola Linneusza. W 1775 roku Linneusz wprowadził dla tego rodzaju nową nazwę Hydrous. W 1810 roku Pierre-André Latreille ustalił Dytiscus piceus gatunkiem typowym rodzaju Hydrophilus.
W 1891 roku Ernest M.L. Bedel wprowadził rodzaj Dibolocelus, a w 1834 roku Antoine J.J. Solier wprowadził rodzaj Temnopterus. W 1991 roku Michael Hansen obniżył im rangi do podrodzajów w obrębie rodzaju Hydrophilus, pozostałe gatunki z rodzaju umieszczając w podrodzaju nominatywnym. Wyniki morfologicznej analizy filogenetycznej Hydrophilini Andrew E.Z. Shorta z 2010 roku potwierdziły monofiletyzm podrodzajów Hydrophilus (Dibolocelus) i Hydrophilus (Temnopterus), ale nie podrodzaju Hydrophilus (Hydrophilus) – wspomniane taksony okazały się zagnieżdżać w obrębie podrodzaju nominatywnego.
Zarówno wyniki morfologicznej analizy filogenetycznej Andrew E.Z. Shorta z 2010 roku, jak i wyniki molekularnej analizy filogenetycznej Emmanuela F.A. Toussainta i innych z 2017 roku wskazują na zajmowanie przez Hydrophilus siostrzanej pozycji względem rodzaju  Hydrobiomorpha. Czas rozejścia się linii ewolucyjnych tych rodzajów oszacowano na apt (kreda wczesna), natomiast najstarszy zapis kopalny Hydrophilus datowany jest na oligocen.
Do rodzaju należy 66 opisanych gatunków:

- Hydrophilus aculeatus (Solier, 1834)
- Hydrophilus acuminatus Motschulsky, 1853
- Hydrophilus albipes Laporte de Castelnau, 1840
- †Hydrophilus antiquus Oustalet, 1874
- Hydrophilus ater Olivier, 1792
- Hydrophilus aterrimus (Eschscholtz, 1822)
- Hydrophilus atricapillus Duftschmid, 1805
- Hydrophilus australis Montrouzier, 1860
- Hydrophilus bedeli (Régimbart, 1902)
- Hydrophilus bilineatus (MacLeay, 1825)
- Hydrophilus brevispina Fairmaire, 1879
- †Hydrophilus carbonarius Heer, 1847
- Hydrophilus cavicrus (Kuwert, 1893)
- Hydrophilus cavisternum (Bedel, 1891)
- Hydrophilus dauricus Mannerheim, 1852
- Hydrophilus ensifer Brullé, 1837
- †Hydrophilus extricatus Scudder, 1900
- Hydrophilus flavicornis Laporte de Castelnau, 1840
- Hydrophilus foveolatus (Régimbart, 1901)
- †Hydrophilus gaudini Heer, 1862
- Hydrophilus guarani (Bachmann, 1966)
- Hydrophilus hackeri (Orchymont, 1937)
- Hydrophilus hastatus (Herbst, 1779)
- Hydrophilus indicus (Bedel, 1891)
- Hydrophilus infrequens Watts, 1988
- Hydrophilus insularis Laporte de Castelnau, 1840
- †Hydrophilus kuntzeni Zeuner, 1931
- Hydrophilus latipalpus Laporte de Castelnau, 1840
- Hydrophilus loriai (Régimbart, 1902)
- Hydrophilus macronyx (Régimbart, 1901)
- Hydrophilus mesopotamiae (Kniz, 1914)
- Hydrophilus novaeguineae Watts, 1988
- Hydrophilus olivaceus Fabricius, 1781
- Hydrophilus pedipalpus (Bedel, 1891)
- Hydrophilus piceus (Linnaeus, 1758)
- Hydrophilus pistaceus Laporte de Castelnau, 1840
- Hydrophilus regimbarti (Zaitzev, 1908)
- Hydrophilus rufocinctus (Bedel, 1891)
- Hydrophilus senegalensis Percheron, 1835
- Hydrophilus simulator (Bedel, 1891)
- Hydrophilus temnopteroides (Orchymont, 1913)
- Hydrophilus triangularis Say, 1823
- Hydrophilus unguicularis (Regimbart, 1901)
- Hydrophilus wattsi Hansen, 1999
- Hydrophilus gibbosus (Régimbart, 1902)
- Hydrophilus harpe Short & McIntosh, 2015
- Hydrophilus iricolor (Régimbart, 1901)
- †Hydrophilus magnificus Piton & Théobald, 1939
- Hydrophilus marginatus Laporte de Castelnau, 1840
- Hydrophilus masculinus (Régimbart, 1901)
- Hydrophilus nucleoensis Arce-Pérez & Arriaga-Varela, 2021
- Hydrophilus oberthueri (Régimbart, 1902)
- Hydrophilus ovatus Gemminger & Harold, 1868
- Hydrophilus palpalis Brullé, 1838
- †Hydrophilus pergrandis (Zhang, 1989)
- Hydrophilus pollens Sharp, 1887
- Hydrophilus pseudovatus Arce-Pérez & Arriaga-Varela, 2021
- Hydrophilus purpurascens (Régimbart, 1901)
- †Hydrophilus rottensis (Statz, 1939)
- Hydrophilus rufomarginatus Hansen, 1999
- Hydrophilus rufus Scopoli, 1763
- †Hydrophilus ruminianus Heer, 1865
- Hydrophilus smaragdinus Brullé, 1837
- †Hydrophilus spectabilis Heer, 1847
- Hydrophilus tricolor Herbst, 1784
- †Hydrophilus vexatorius Heer, 1847